# Alexander Berner
Pour les articles homonymes, voir Berner.
Alexander Berner, né en 1966 à Munich, est un monteur allemand.

## Biographie
Alexander Berner a fait des études d'infographiste avant de devenir monteur pour le cinéma et de travailler aussi bien pour des productions allemandes qu'internationales.
Il a remporté plusieurs prix, dont le Saturn Award du meilleur montage 2013 pour Cloud Atlas, et trois Deutscher Filmpreis du meilleur montage, en 1996, 2007 et 2013, pour Frère sommeil, Le Parfum et Cloud Atlas.

## Filmographie
- 1995 : Frère sommeil, de Joseph Vilsmaier
- 1997 : Paradis express, de Thomas Jahn
- 1997 : Prince Vaillant, d'Anthony Hickox
- 2000 : The Calling, de Richard Caesar
- 2002 : Resident Evil, de Paul W. S. Anderson
- 2004 : Autoroute Racer, de Michael Keusch
- 2004 : Alien vs. Predator de Paul W. S. Anderson
- 2006 : Le Parfum, de Tom Tykwer
- 2008 : 10 000, de Roland Emmerich
- 2008 : La Bande à Baader, d'Uli Edel
- 2010 : Henri 4, de Jo Baier
- 2010 : L'Affaire Rachel Singer, de John Madden
- 2011 : Les Trois Mousquetaires, de Paul W. S. Anderson
- 2012 : Cloud Atlas, de Lana et Andy Wachowski et Tom Tykwer
- 2015 : Jupiter : Le Destin de l'univers, de Lana et Andy Wachowski
- 2016 : A Hologram for the King, de Tom Tykwer
- 2016 : Ali and Nino d'Asif Kapadia
- 2016 : Miss Sloane de John Madden
- 2017-2018 : Babylon Berlin (série télévisée, 16 épisodes)
- 2018 : Trautmann
- 2019 : Resistance de Jonathan Jakubowicz